# Кокинский сельсовет
Ко́кинский сельсове́т — упразднённая административно-территориальная единица, существовавшая в составе Комаричского района Брянской области до 2005 года.
Административным центром была деревня Кокино.

## География
Располагался на северо-востоке района. Граничил с Аркинским, Лопандинским и Радогощским сельсоветами, а также с Брасовским районом. По территории сельсовета протекала река Нерусса.

## История
Образован в первые годы советской власти в составе Радогощской волости. С 1924 года в составе Комаричской волости. С 1929 года в составе Комаричского района. В 1950 году из Аркинского сельсовета в Кокинский была передана деревня Бабинец.
Упразднён в 2005 году путём присоединения к Лопандинскому сельскому поселению.

## Населённые пункты
На момент упразднения в состав сельсовета входило 6 населённых пунктов:
| № | Населённый пункт | Тип населённого пункта    |
| - | ---------------- | ------------------------- |
| 1 | Кокино           | деревня, администр. центр |
| 2 | Бабинец          | деревня                   |
| 3 | Благовест        | посёлок                   |
| 4 | Дружный          | посёлок                   |
| 5 | Майский          | посёлок                   |
| 6 | Туличево         | деревня                   |